# 伊克塞尔 (阿拉巴马州)
伊克塞尔（英文：Excel），是美国阿拉巴马州下属的一座城市。面积约为1.65平方英里（约合4.27平方公里）。根据2010年美国人口普查，该市有人口723人，人口密度为438.71/平方英里（约合169.32/平方公里）。